# Museo Cardenal Jorge Medina Estévez
El Museo Cardenal Jorge Medina Estévez (o coloquialmente conocido como Museo de la Cruz del Tercer Milenio) está ubicado detrás del altar mayor de la Cruz del Tercer Milenio, en el cerro El Vigía de Coquimbo, Chile. Llamado así en honor al cardenal chileno del mismo nombre.
El museo fue inaugurado el 28 de agosto de 2001, cuenta con unos 60 artículos religiosos y al menos una decena de ellos fueron de uso personal del papa Juan Pablo II.
Nombrado así por las gestiones realizadas en Roma por el cardenal Medina para la llegada de las donaciones papales, el museo cuenta entre sus objetos valiosos con un trono o silla papal, que utilizó el prelado durante sus primeros años al mando de la Iglesia católica; tres casullas (especie de camisa larga bordada) utilizadas por Juan Pablo II en eucaristías y actos oficiales; un solideo blanco (gorra redonda que se pone en el medio de la cabeza), una mitra (sombrero cardenalicio en forma de escudo invertido), una estola bordada con hilos dorados, un rosario negro y dos copones de plata y oro.
El cardenal Joseph Ratzinger, antes de ser electo papa, regaló para el museo un solideo cardenalicio, un anillo y una cruz pectoral.